# Tual
Tual (Toal, indonesisch Kota Tual) ist ein Ort auf der indonesischen Insel Kei Dullah und Hauptort der Kei-Inseln. Seit 1957 war Tual Hauptstadt des Regierungsbezirks der Südostmolukken. 2011 wurde die Nachbarstadt Langgur neuer Verwaltungssitz.

## Geographie
Die autonome Stadt Tual liegt an der Westküste der Insel Kei Dullah und ist mit einer Brücke mit ihrer Zwillingsstadt Langgur auf der Nachbarinsel Kei Kecil verbunden. Tual grenzt im Südwesten an den Regierungsbezirk Südostmolukken, von dem Tual am 14. August 2007 abgetrennt wurde. Zum Stadtgebiet gehören 66 Inseln, von denen aber nur 13 bewohnt sind.

### Verwaltungsgliederung
Tual unterteilt sich in seit 2012 in fünf Distrikte (Kecamatan). Zu Pulau Dullah Selatan, mit der Stadt Tual, gehört der südliche Teil von Kei Dullah und die nördlich von Kei Kecil gelegenen Inseln Ut, Krus, Ubur, Kran und Fair. Der Distrikt Pulau Dullah Utara besteht aus dem Norden von Kei Dullah und unter anderem den Inseln Duroa (Du Roa), Moanumayanat (Muhanuhujanat), Dranan, Rumadan, Rumadan Laer, Sua, Baeer (Bair), Maas (Ohoimas) und Watlora. Die Inselgruppe um Tayando (Tayandu) bildet den Distrikt Tayando Tam. Hierzu gehören außerdem die Inseln Furalnur, Walir, Heniar (Haniar, Heniaar), Ree, Reeyanat, Nusreen, Nuwait, Nuniai und Tam. Der Distrikt Pulau Pulau Kur besteht aus den Inseln Kur (Kuur), Mangur (Manggur), Wonin, Fadol, Kaimear (Kaimeer, Keimeer), Bui und Tengah.
Die Distrikte gliedern sich in 30 Dörfer (Desa), von drei als Kelurahan einen städtischen Charakter besitzen: Ketsoblak, Masrum und Lodar El im Distrikt PP Dullah Selatan.
| Code 1   | Kecamatan Distrikt      | Ibu Kota Verwaltungssitz | Fläche (km²) | Einwohner Census 2010 2 | Volkszählung 2020 | Volkszählung 2020 | Volkszählung 2020 | Anzahl der Dörfer |
| Code 1   | Kecamatan Distrikt      | Ibu Kota Verwaltungssitz | Fläche (km²) | Einwohner Census 2010 2 | Einwohner 3       | 0Dichte 40        | Sex Ratio 5       | Anzahl der Dörfer |
| -------- | ----------------------- | ------------------------ | ------------ | ----------------------- | ----------------- | ----------------- | ----------------- | ----------------- |
| 81.72.01 | Pulau Dullah Utara      | Namser                   | 91,57        | 14.564                  | 23.433            | 255,9             | 99,6              | 8                 |
| 81.72.02 | Pulau Dullah Selatan000 | Wearhir                  | 40,75        | 33.175                  | 51.421            | 1.261,9           | 99,7              | 2 / 3             |
| 81.72.03 | Tayando Tam             | Tayando Yamtel           | 73,74        | 5.448                   | 7.486             | 101,5             | 99,3              | 5                 |
| 81.72.04 | Pulau-pulau Kur         | Finualen                 | 19,61        | 4.895                   | 2.615             | 133,4             | 99,2              | 5                 |
| 81.72.05 | Kur Selatan             | Kanara                   | 28,72        | –                       | 3.325             | 115,8             | 102,7             | 7                 |
| 8.72     | Kota Tual               | Kota Tual                | 254,39       | 58.082                  | 88.280            | 347,0             | 99,7              | 27 / 3            |

- Der Distrikt Kur Selatan wurde Ende 2011 aus dem Distrikt Pulau-Pulau Kur abgetrennt.[5]

## Demographie

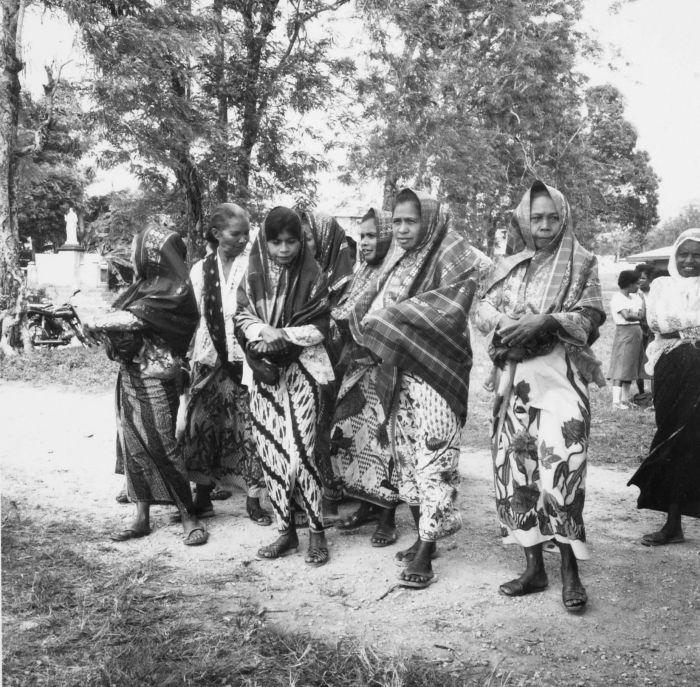
Frauen in Tual (1981)

Desa Tual (im Kecamatan Dullah Selatan) hatte Ende Juni 2022 16.945 Einwohner (davon 50,13 % weiblich). Zur Volkszählung im September 2020 (indonesisch Sensus Penduduk – SP2020) lebten in der Stadt Tual 88.280 Menschen, davon 44.203 Frauen (50,07 %) und 44.077 Männer (49,93 %). Gegenüber dem letzten Census (2010) sank der Frauenanteil um 0,34 %.
Die Mehrheit sind muslimische Einwanderer aus anderen Teilen Indonesiens. Tual ist daher das Zentrum des Islams des Archipels (76,28 %). Auch die angestammte Bevölkerung von Pulau Pulau Kur sind zumeist Muslime. Der Anteil der Christen beträgt lediglich 23,58 Prozent (15.969 Protestanten und 5.218 Katholiken).
70,09 Prozent oder 62.705 Personen gehörten zur erwerbsfähigen Bevölkerung (15–64 Jahre); 24,50 % waren Kinder und 5,40 % im Rentenalter. Von der Gesamtbevölkerung waren Mitte 2022 58,25 (51,12) % ledig, 37,97 (44,45) % verheiratet, 0,63 (0,74) % geschieden und 3,14 (3,68) % verwitwet. Die geklammerten Kursivzahlen geben den Anteil bezogen auf die Bevölkerung ab 10 Jahre an (76.416).

Der HDI-Index war 2020 mit 67,96 der vierthöchste in der Provinz.

## Geschichte
1888 wurde in Tual die erste katholische Mission des Archipels gegründet, die 1890 in das benachbarte Langgur verlegt wurde.
Im Januar 1999 kam es auf Ambon zu Zusammenstößen zwischen Christen und Muslimen auf Ambon, die zu über 5.000 Tote und 500.000 Flüchtlinge führte. Der interreligiöse Konflikt breitete sich auch auf andere Inseln der Zentralmolukken aus, wie Seram, Buru, Tanimbar und auch den Kei-Inseln, wo man aufgrund des bisher harmonischen Zusammenlebens der Religionen nicht damit gerechnet hatte. Am 29. März schrieb aber ein 16-jähriger Jugendlicher Schmähsätze auf die Wände einer Moschee in Tual. Der Junge behauptete später, er hätte damit auf jesusfeindliche Graffiti reagiert. Muslimische Demonstranten forderten eine Aufklärung und Bestrafung des Täters, doch weil er unter 17 Jahre alt war, ließ ihn die Polizei nach einer Verwarnung laufen. In der Nacht darauf wurden Barrikaden errichtet und Jugendbanden griffen sich in Tual und Faan (ein christlicher Vorort auf Kei Kecil, südlich von Langgur) gegenseitig mit Macheten, Speeren, Pfeil und Bogen, Bambuskanonen und Molotowcocktails an. Die Muslime mit weißen Stirnbändern, die Christen mit roten. Am zweiten Tag breiteten sich die Unruhen auf Kei Besar aus. Erst im Juni endeten die Unruhen. Insgesamt wurden auf den Kei-Inseln 200 Menschen getötet, 30.000 Menschen (ein Viertel der Gesamtbevölkerung der Kei-Inseln) waren auf der Flucht und 4.000 Gebäude wurden zerstört. In den Flüchtlingslagern forderten Malaria und andere Krankheiten weitere Opfer.

## Wirtschaft
Tual ist der Haupthafen der Kei-Inseln, der Flughafen liegt bei der Nachbarstadt Langgur.